# خوان كارلوس كوبس
خوان كارلوس كوبس (بالإسبانية: Juan Carlos Copes)‏ (و. 1931  م) هو راقص، ومصمم رقص تانغو أرجنتيني، ولد في بوينس آيرس.

## وصلات خارجية
- خوان كارلوس كوبس على موقع IMDb (الإنجليزية)
- خوان كارلوس كوبس على موقع قاعدة بيانات الأفلام العربية
- خوان كارلوس كوبس على موقع ألو سيني (الفرنسية)
- خوان كارلوس كوبس على موقع أول موفي (الإنجليزية)
- خوان كارلوس كوبس على موقع قاعدة بيانات برودواي على الإنترنت (الإنجليزية)
- خوان كارلوس كوبس على موقع قاعدة بيانات الأفلام السويدية (السويدية)
- خوان كارلوس كوبس على موقع ديسكوغز (الإنجليزية)
- خوان كارلوس كوبس على موقع قاعدة بيانات الفيلم (الإنجليزية)
- خوان كارلوس كوبس على موقع كينوبويسك (الروسية)